# Hoàng Hạo
Hoàng Hạo (?-?) là một hoạn quan phục vụ Lưu Thiện, hoàng đế thứ hai và cũng là cuối cùng của Thục Hán thời Tam Quốc.

## Cuộc đời
Hoàng Hạo trở thành hoạn quan phục vụ Lưu Thiện vào khoảng những năm 220. Theo Tam quốc chí của Trần Thọ, Hoàng Hạo được Lưu Thiện ưa thích do có tài xu nịnh, nhân đó muốn tham dự triều chính. Đổng Doãn thường nghiêm sắc mặt khuyên can Lưu Thiện không nên trọng dụng Hoàng Hạo, đồng thời quở trách Hạo, khiến Hạo sợ hãi, không dám làm trái
. Khi Đổng Doãn còn sống, chức vụ của Hoàng Hạo chỉ là Hoàng môn thừa.
Sau khi Đổng Doãn chết năm 246, Trần Chi lên thay Đổng Doãn làm thị trung, cùng Hoàng Hạo cấu kết với nhau, Hoàng Hạo bắt đầu được tham dự vào chính sự. Sau khi Trần Chi chết năm 258, Hoàng Hạo từ chức Hoàng môn lệnh được thăng lên Trung thường thị, Phụng xa đô úy, nắm hết quyền hành, làm nghiêng đổ triều đình Thục Hán. Đại tướng quân Khương Duy nhiều lần đem quân đánh Ngụy không thành công, Hữu đại tướng quân là Diêm Vũ mưu với Hoàng Hạo muốn phế bỏ Khương Duy để Diêm Vũ thay chân vào đó. Khương Duy ghét Hoàng Hạo chuyên quyền, bẩm với Lưu Thiện muốn giết đi. Lưu Thiện nói:
Hạo chỉ là đứa tiểu thần để sai khiến, trước đây Đổng Doãn cứ nghiến răng căm tức, ta vẫn hận việc ấy. Ngươi cần gì phải để ý.

Khương Duy sợ vây cánh của Hoàng Hạo, liền từ tốn lui ra. Lưu Thiện sai Hoàng Hạo đến tạ tội với Khương Duy, Khương Duy sợ bị trả thù bèn nói với Hoàng Hạo rằng muốn ra Đạp Trung lập đồn điền để tránh tai vạ.
Năm 263, Tư Mã Chiêu sai hai tướng Ngụy là Chung Hội và Đặng Ngải mang quân đánh Thục. Khương Duy dâng biểu cấp báo với Lưu Thiện yêu cầu quân Thục phòng bị, Hoàng Hạo bèn mời đồng cốt đến, nói rằng quân Ngụy sẽ không tới, bảo Lưu Thiện cứ gối cao đầu mà ngủ, quần thần không hề hay biết gì. Đến khi quân Ngụy tiến sát, Lưu Thiện phải mời cha con Gia Cát Chiêm và Gia Cát Thượng ra chống cự ở Miên Trúc nhưng thất bại. Hoa Dương quốc chí ghi lại lời than của Gia Cát Thượng khi tử trận:
Cha con ta mang ơn lớn của nhà nước, không sớm chém Hoàng Hạo, để đến nỗi nghiêng đổ hết cả, còn sống làm gì nữa!.

Đặng Ngải chiếm được Thành Đô, Lưu Thiện phải đầu hàng, Đặng Ngải nghe tiếng Hoàng Hạo gian hiểm, bắt muốn giết đi, Hoàng Hạo hối lộ nhiều cho bộ hạ của Đặng Ngải nên thoát chết.

## TrongTam quốc diễn nghĩa
Trong tiểu thuyết Tam quốc diễn nghĩa của La Quán Trung, Hoàng Hạo bị Tư Mã Chiêu xử tội lăng trì khi cùng Lưu Thiện đến Lạc Dương.

## Chức danh và chức vụ từng nắm giữ
- Hoàng môn lệnh (黃門令)
- Trung thường thị (中常侍)
- Phụng xa đô úy (奉車都尉)